# 田玉科
田玉科（1953年—），湖北五峰人，土家族，中华人民共和国政治人物、第十一届全国人民代表大会湖北地区代表。

## 生平
毕业于德国杜塞尔多夫大学麻醉学专业。加入九三学社。1998年3月，第九届全国人大第一次会议上，他当选全国人民代表大会常务委员会委员。2008年，担任全国人大常委会委员、全国人大民族委员会委员，湖北省科协副主席、湖北省妇联兼职副主席、九三学社中央委员、湖北省主委。